# Mokgenene
Mokgenene – wieś w Botswanie w dystrykcie Central. Według spisu ludności z 2011 roku wieś liczyła 835 mieszkańców.